# 国際連合グローバル・コミュニケーション局
国際連合グローバル・コミュニケーション局（こくさいれんごうグローバル・コミュニケーションきょく、The United Nations Department of Global Communications、略称:UNDGC）は、国際連合の広報を行う、国際連合事務局の部局である。2019年までは広報局（The United Nations Department of Public Information、UNDPI）という名で活動していた。グローバル・コミュニケーション担当事務次長を長とし、戦略的コミュニケーション部、ニュース・メディア部、アウトリーチ部の3つの部から構成されている。

## 概要
戦略的コミュニケーション部門（SCD）は、国連で扱う課題についての情報認知を目的として、コミュニケーション戦略やキャンペーンを企画運営する部門である。また、非政府組織 (NGO) とのパートナーシップの構築も行う。世界の主要都市に60の広報センターを設置している。
ニュースメディア部（NMD）は、国連の活動に関するニュースを、世界中の報道機関と連携してメディアに情報発信を行う部門である。記者会見、事務局長スポークスマン室が発表する声明、国連公式ウェブサイトや、公式会議や催事の映像、画像、音声を提供したり、生中継を行っている。
アウトリーチ事業部（OD）は、出版物の発行、研修、国連本部ガイドツアー、ダグ・ハマーショルド図書館の運営などを行う部門である。

## 日本の下部機関
1958年4月に、国際連合の広報活動を行うための直属機関として、国際連合広報センターが設置される。問い合わせ窓口やメディアへ対応したり、国会議員や非政府組織 (NGO) へのブリーフィング等を行う。